# Iva Pekárková
Iva Pekárková (* 15. února 1963 Praha) je česká prozaička, publicistka a překladatelka.

## Život
Po maturitě na gymnáziu studovala přírodovědeckou fakultu UK, obor mikrobiologie a virologie. Krátce před dokončením studia emigrovala (1985).
Po desetiměsíčním pobytu v uprchlickém táboře v Traiskirchenu u Vídně, kde si přivydělávala i jako uklízečka, získala v roce 1986 za podpory nadace Amerického fondu pro československé uprchlíky (AFCR) povolení k odjezdu do USA. Usadila se nejprve v Bostonu (pracovala pro zmíněnou nadaci) a poté v New Yorku. Živila se mj. jako barmanka, ale zejména jako sociální pracovnice mezi etnickými menšinami v newyorské černošské čtvrti Jižní Bronx a taxikářka. Na přelomu let 1988–1989 žila půl roku v Thajsku a zabývala se poměry v místních táborech pro utečence. V letech 1993 a 2000 strávila několik měsíců v Indii. Od roku 1997 žila v Praze, příležitostně překládala a působila v redakci Mladé fronty Dnes. V roce 2003 strávila téměř dva měsíce v Nigérii. Od roku 2005 žije v Londýně a pracuje jako taxikářka a tlumočnice.

## Literární činnost
Literární činnosti se věnuje od začátku 80. let. Před odchodem do exilu publikovala populárně vědecké články ze svého oboru v ABC, Živě a Sedmičce pionýrů. V zahraničí uveřejňovala prózy v exilových časopisech Západ (Ottawa), Svědectví (Paříž), Paternoster (Vídeň) a ve Sborníku zaostřeného rozptýlení (New York), v angličtině publikovala povídky a články v severoamerických a kanadských magazínech (mj. The Idle, The New York Times, Sunday Supplement a Penthouse). Po roce 1989 v Čechách v periodikách Playboy, Cosmopolitan, Esquire, Marianne a v Lidových novinách, Právu a Mladá fronta Dnes.
Na internetových stránkách iDnes.cz má Iva Pekárková od května 2008 svůj blog.

## Dílo
Uvedena jsou pouze první vydání.
- Péra a perutě, 1989, nakl. Sixty-Eight Publishers, ISBN 0-88781-198-1
- Kulatý svět, 1993, Společnost Josefa Škvoreckého, ISBN 80-85274-22-1
- Dej mi ty prachy, 1996, NLN, Nakladatelství Lidové noviny, ISBN 80-7106-156-5
- Gang zjizvených, 1998, Maťa, ISBN 80-86013-31-6
- Můj život patří mně, 1998, Melantrich, ISBN 80-7023-282-X – rozhovor s Vladimírem Ševelou o životě a tvorbě
- Můj I. Q., 1999, Maťa, ISBN 80-86013-59-6
- Třicet dva chwanů, 2000, Maťa, ISBN 80-7287-008-4 – román inspirovaný autorčiným pobytem v Thajsku
- Do Indie kam jinam, 2001, NLN, Nakladatelství Lidové noviny, ISBN 80-7106-470-X
- Najdža hvězdy v srdci, 2003, NLN, Nakladatelství Lidové noviny, ISBN 80-7106-354-1
- Šest miliard Amerik, 2005, Petrov, ISBN 80-7227-240-3
- Láska v New Yorku, 2006, Listen, ISBN 80-86526-22-4
- Láska v Londýně, 2008, Listen, ISBN 978-80-86526-34-8
- Sloni v soumraku, 2008, Millennium Publishing, ISBN 978-80-86201-54-2
- Jaxi taksikařím, 2009, Millennium Publ., ISBN 978-80-86201-57-3
- Málo černý Varlata, 2010, Millennium Publ., ISBN 978-80-86201-73-3
- Džungle, tygři, jinovatka, 2011, Millennium Publ., ISBN 978-80-86201-80-1
- Levhartice, 2013, Mladá fronta, ISBN 978-80-20430-38-0
- Postřehy z Londonistánu, 2015, Mladá fronta, ISBN 978-80-204-3769-3 – nominace Magnesia Blog roku 2015
- Pečená zebra, 2015, Mladá fronta, ISBN 978-80-204-3856-0 – nominace na Magnesii Literu za prózu za rok 2016
- Beton, 2015, KTN K.E. Macana, audiodisk
- Multikulti pindy jedný český mindy, 2016, Mladá fronta, ISBN 978-80-204-4209-3
- Třísky: román o lásce s prvky investigativní reportáže, 2018, Mladá fronta, ISBN 978-80-204-4489-9

Některé knihy Ivy Pekárkové vyšly v překladu rovněž ve Spojených státech, Velké Británii, Německu, Španělsku a Slovinsku.
V dokumentárním filmu Hrůzy a lesk New Yorku aneb Město, které neusíná (1994) vystupovala jako průvodkyně Steffena Seiberta, tehdejšího německého scenáristy a režiséra filmu točeného pro ZDF (dramaturgie Dušan Jurčík).
Filmový scénář Ivy Pekárkové Sex, drogy a Klub Rokenrol získal 2.–3. cenu v soutěži Nadace Miloše Havla ke 100. výročí kinematografie (1996).
Za překlad knihy Stephena Kinga O psaní (2002) dostala překladatelskou anticenu „Skřipec“ (2003).